# Agía Kyriakí (ort i Grekland, Mellersta Makedonien)
Agía Kyriakí är en ort i Grekland.   Den ligger i prefekturen Nomós Kilkís och regionen Mellersta Makedonien, i den norra delen av landet, 400 km norr om huvudstaden Aten. Agía Kyriakí ligger 210 meter över havet och antalet invånare är 127.
Terrängen runt Agía Kyriakí är kuperad åt nordost, men åt sydväst är den platt. Runt Agía Kyriakí är det ganska glesbefolkat, med 40 invånare per kvadratkilometer. Närmaste större samhälle är Kilkis, 14,6 km söder om Agía Kyriakí. Trakten runt Agía Kyriakí består till största delen av jordbruksmark.